# 아프로-아시안 네이션스컵
아프로 아시안 네이션스컵(Afro-Asian Cup of Nations)은 과거 AFC 아시안컵 우승팀 혹은 아시안 게임 우승팀과 아프리카 네이션스컵 우승팀이 벌이던 축구대회이다.

## 결과
| 연도 | 개최국                           |                   | 우승                | 점수           | 준우승 |
| ---- | -------------------------------- | ----------------- | ------------------- | -------------- | ------ |
| 1978 | 이란 가나                        | 이란              | 3 – 0               | 가나           |        |
| 1985 | 카메룬 사우디아라비아            | 카메룬            | 4 – 1 1 – 2         | 사우디아라비아 |        |
| 1987 | 카타르                           | 대한민국          | 1 – 1 (pen : 4 – 3) | 이집트         |        |
| 1991 | 알제리 이란                      | 알제리            | 1 – 2 1 – 0         | 이란           |        |
| 1993 | 일본                             | 일본              | 1 – 0 (AET)         | 코트디부아르   |        |
| 1995 | 나이지리아 우즈베키스탄          | 나이지리아        | 3 – 2 1 – 0         | 우즈베키스탄   |        |
| 1999 | 남아프리카 공화국 사우디아라비아 | 남아프리카 공화국 | 1 – 0 0 – 0         | 사우디아라비아 |        |
| 2007 | 일본                             | 일본              | 4 – 1               | 이집트         |        |

## 같이 보기
- 아프로-아시안 클럽 챔피언십
- CONMEBOL-UEFA 컵 오브 챔피언스